# Opistophthalmus gibbericauda
Espèce
Opistophthalmus gibbericauda est une espèce de scorpions de la famille des Scorpionidae.

## Distribution
Cette espèce se rencontre dans le Nord-Ouest de la Namibie et  dans le Sud-Ouest de l'Angola,.

## Publication originale
- Lamoral, 1979  : The scorpions of Namibia (Arachnida: Scorpionida). Annals of the Natal Museum, vol. 23, no 2, p. 497–784.